# Montfaucon (Aisne)
Montfaucon es una comuna francesa situada en el departamento de Aisne, de la región de Alta Francia.

## Geografía
Está ubicada a 10 km al sur de Château-Thierry. 

## Demografía
| 195 | 161 | 139 | 135 | 163 | 165 | 172 | 202 |
| Para los censos de 1962 a 1999 la población legal corresponde a la población sin duplicidades (Fuente: INSEE [Consultar]) |     |     |     |     |     |     |     |